# Звековица
Звековица је насељено место у саставу општине Конавле, Дубровачко-неретванска жупанија, Република Хрватска.

## Географски положај
Звековица се налази на копну уз Јадранску магистралу, 17 км југоисточно од Дубровника, а 2 км источно од Цавтата, на раскрсници Јадранске магистрале и локалног пута који води од Цавтата у Конавоска брда према Горњим селима.

## Историја
До територијалне реорганизације у Хрватској налазила се у саставу старе општине Дубровник.

## Становништво
На попису становништва 2011. године, Звековица је имала 570 становника.
| Број становника по пописима | Број становника по пописима | Број становника по пописима | Број становника по пописима | Број становника по пописима | Број становника по пописима | Број становника по пописима | Број становника по пописима | Број становника по пописима | Број становника по пописима | Број становника по пописима | Број становника по пописима | Број становника по пописима | Број становника по пописима | Број становника по пописима | Број становника по пописима |
| --------------------------- | --------------------------- | --------------------------- | --------------------------- | --------------------------- | --------------------------- | --------------------------- | --------------------------- | --------------------------- | --------------------------- | --------------------------- | --------------------------- | --------------------------- | --------------------------- | --------------------------- | --------------------------- |
| 1857.                       | 1869.                       | 1880.                       | 1890.                       | 1900.                       | 1910.                       | 1921.                       | 1931.                       | 1948.                       | 1953.                       | 1961.                       | 1971.                       | 1981.                       | 1991.                       | 2001.                       | 2011.                       |
| 174                         | 182                         | 168                         | 170                         | 193                         | 189                         | 178                         | 182                         | 198                         | 196                         | 247                         | 318                         | 293                         | 519                         | 400                         | 570                         |

Напомена: Као насеље формирано је 1973. од делова насеља Горња Звековица и Доња Звековица. Истовремено му је припојен настањени део подручја насеља Цавтат и делови подручја насеља Мочићи и Ускопље. У 1981. повећано за насеље Обод које је престало да постоји. За бивше насеље Обод садржи податке до 1961. и део података за 1971. У 1971. садржи део података за насеља Мочићи и Ускопље.

### Попис 1991.
На попису становништва 1991. године, насељено место Звековица је имало 519 становника, следећег националног састава:
| Попис 1991.‍  | Попис 1991.‍  | Попис 1991.‍ | Попис 1991.‍ | Попис 1991.‍ |
| ------------ | ------------ | ----------- | ----------- | ----------- |
|              |              |             |             |             |
| Хрвати       | Хрвати       |             | 412         | 79,38%      |
| Срби         | Срби         |             | 73          | 14,06%      |
| Муслимани    | Муслимани    |             | 11          | 2,11%       |
| Југословени  | Југословени  |             | 7           | 1,34%       |
| Мађари       | Мађари       |             | 3           | 0,57%       |
| Македонци    | Македонци    |             | 2           | 0,38%       |
| Словенци     | Словенци     |             | 2           | 0,38%       |
| Црногорци    | Црногорци    |             | 2           | 0,38%       |
| остали       | остали       |             | 3           | 0,57%       |
| неопредељени | неопредељени |             | 3           | 0,57%       |
| непознато    | непознато    |             | 1           | 0,19%       |
| укупно: 519  |              |             |             |             |

## Привреда
Привреда се у Звековици заснива на туризму, али је место привредно неразвијено јер је једина фабрика (Творница електроничких производа — ТЕП) у месту током рата 1990-их потпуно уништена.